# 和習
和習，又写作和臭、倭臭，是日本人作文言文同时又受日語影響而形成的独特用法。这一用语现象由江戶時代学者荻生徂徠指出。日本自中古至近代使用的候文即是一种和习。

## 種類
荻生徂徠归纳出「和字」「和句」「和習」三种现象。后来它们被总称为「和習」。:99

### 和字
「以和訓誤字義者」，即同訓異義字相混淆。例如，可训作或，而在《日本書紀》中可见二字之使用混淆。书中「是玉今有石上神宮」实当写作「是玉今在石上神宮」。:99

### 和句
「失位置上下之則」，即語順颠倒。例如，用汉文的语序当作（禁止吸烟）。而在和习之用法下，此语会写作。:99

### 和習
「不似中华之語气声勢者」，即語气声勢不完全与中华书文言文者相同:99。

## 相關
- 日本學者神田喜一郎认为，中华书汉文者亦会有同和习水平相类似的拙作，他们的用语不能被称为和习，而当称为“俗習”[1]:107。
- 日本有部分网民将合乎文法的日文文句去掉平假名与片假名，或是将假名替换成同音的汉字，留下日本汉字，组成「偽中國語」[2]。

## 延伸阅读
1. 马骏. . 北京: 北京大学出版社. 2012-03-01. ISBN 9787301202920.
2. . 日本漢文の世界. 2004-11-03  [2016-02-19] （日语）.